# Ћумурџија
Ћумурџија је занатлија који прави ћумур, а затим га ређа у ћумурану која је направљена од блата и цигле. За ћумур се у данашње време користи назив дрвени угаљ. Сама реч ћумурџија је персијског порекла, потиче од речи камур која значи угаљ, ћумур, тј. човек који се бави производњом тога је ћумурџија.
Ћумурџије су у ћумурану ређале дрвене цепанице. Начин на који су се ређале цепанице се састојао од тога да цепанице буду поређане до висине од 2 м и ширине око 4 м у облику полулопте. У првих петнаест редова су слегале тако да имају дебљину око 8 цм, а затим су слагали цепанице да буду дебљине до 30 цм. Од количине наслаганих цепаница је ѕависила количина ћумура. Најчешће се за ћумур користило буково дрво које спада у тврдо дрво. Врата на ћумурани се морају зазидати пре паљења ватре да би се ватра одржала, бар десетак дана, али све је ѕависило од спољашње температуре. Ћумурџије су морале да контролишу ватру која је морала бити ни прејака ни преслаба. На крају процеса, жар који се створио се гаси водом, а ћумур који се добија као резултата целог процеса, се пакује и продаје.